# Ulva intestinalis
Espèce
Synonymes
- Conferva intestinalis (Linnaeus) Roth, 1797[2]
- Enteromorpha compressa var. intestinalis (Linnaeus) Hamel, 1931[2]
- Enteromorpha intestinalis f. maxima J.Agardh, 1883[2]
- Enteromorpha intestinalis var. maxima (J.Agardh) Lily Newton, 1931[2]
- Enteromorpha intestinalis (Linnaeus) Nees, 1820[2]
- Enteromorpha intestinalis (Linnaeus) Nees[3]
- Enteromorpha vulgaris var. lacustris Edmondston, 1845[2]
- Enteronia simplex Chevallier, 1836[2]
- Fistularia intestinalis (Linnaeus) Greville, 1824[2]
- Hydrosolen intestinalis (Linnaeus) Martius, 1833[2]
- Ilea intestinalis (Linnaeus) Leiblein, 1827[2]
- Scytosiphon intestinalis var. nematodes Wallroth, 1833[2]
- Scytosiphon intestinalis (Linnaeus) Lyngbye, 1819[2]
- Solenia intestinalis (Linnaeus) C.Agardh, 1824[2]
- Tetraspora intestinalis (Linnaeus) Desvaux, 1818[2]
- Ulva bulbosa var. intestinalis (Linnaeus) Hariot, 1889[2]
- Ulva enteromorpha var. intestinalis (Linnaeus) Le Jolis, 1863[2]

Ulva intestinalis est une espèce d'algues vertes ubiquistes de la famille des Ulvaceae.
Selon certains (notamment le NCBI ou le WoRMS), le genre Enteromorpha est non valide et les espèces qu'il contient sont à rapporter au genre Ulva.

## Caractéristiques
Ulva intestinalis se présente sous la forme d'un tube de 20 à 40 centimètres de longueur, de couleur verte et comportant des bulles de gaz qui lui permettent de se dresser. Elle pousse sur des fonds rocheux et caillouteux de la surface jusqu'à sept mètres de profondeur ce qui fait qu'à marée basse, son extrémité peut flotter à la surface de l'eau. On la rencontre aussi dans des trous d'eau alimentés par les projections des vagues.

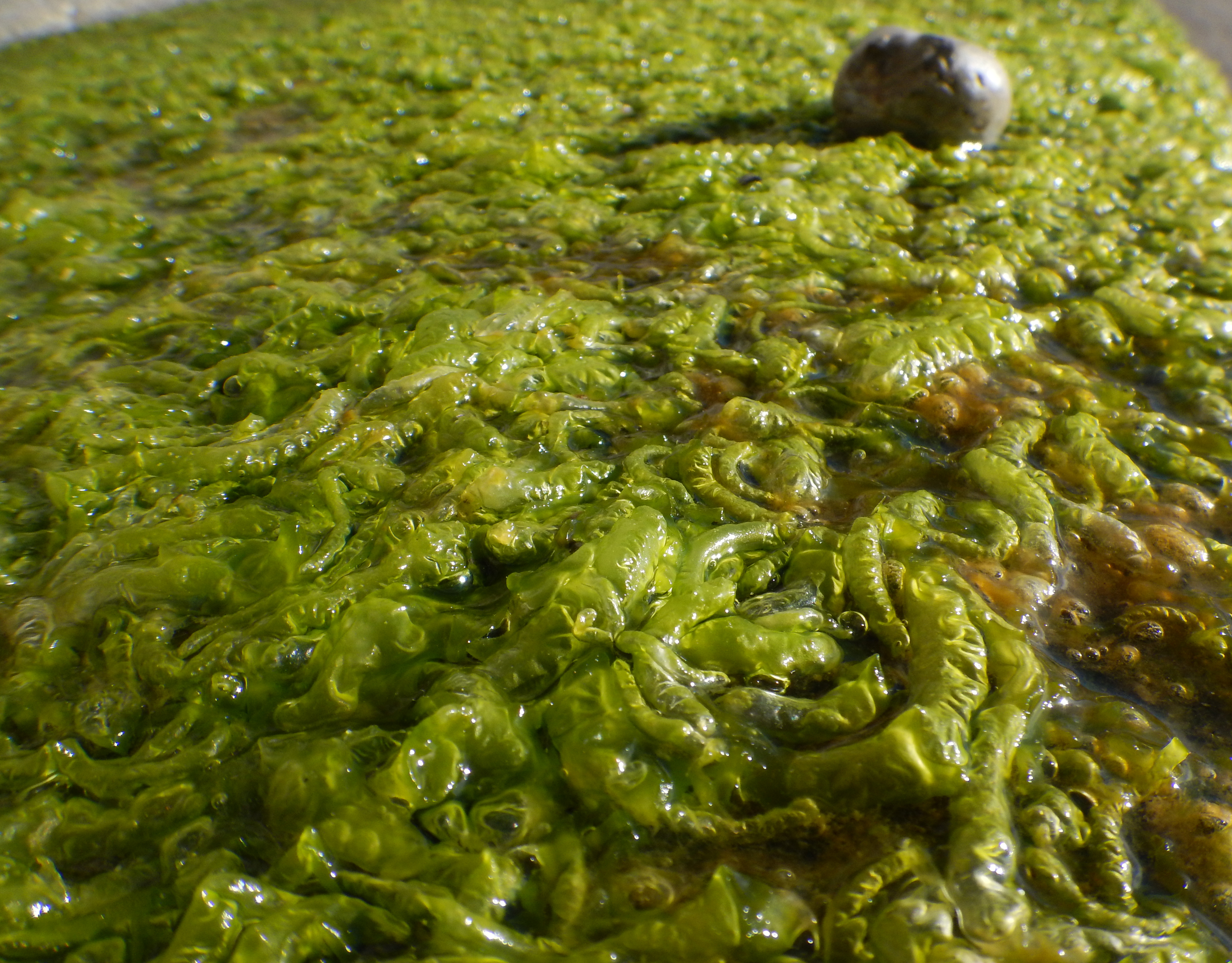
Ulva intestinalis sur béton mouillé par un apport d'eau saumâtre et eutrophe (Wimereux, France).
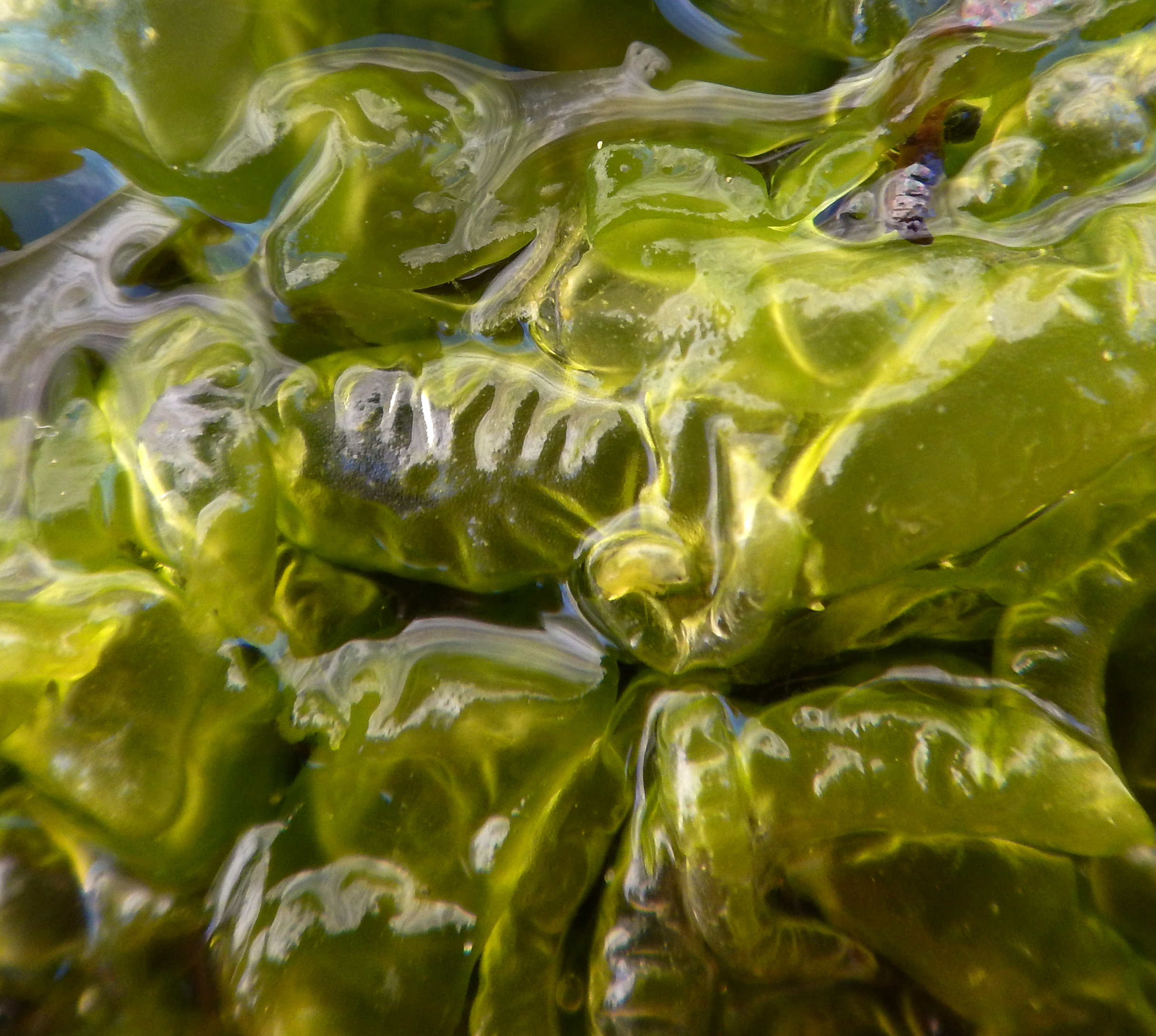
Ulva intestinalis (détail).
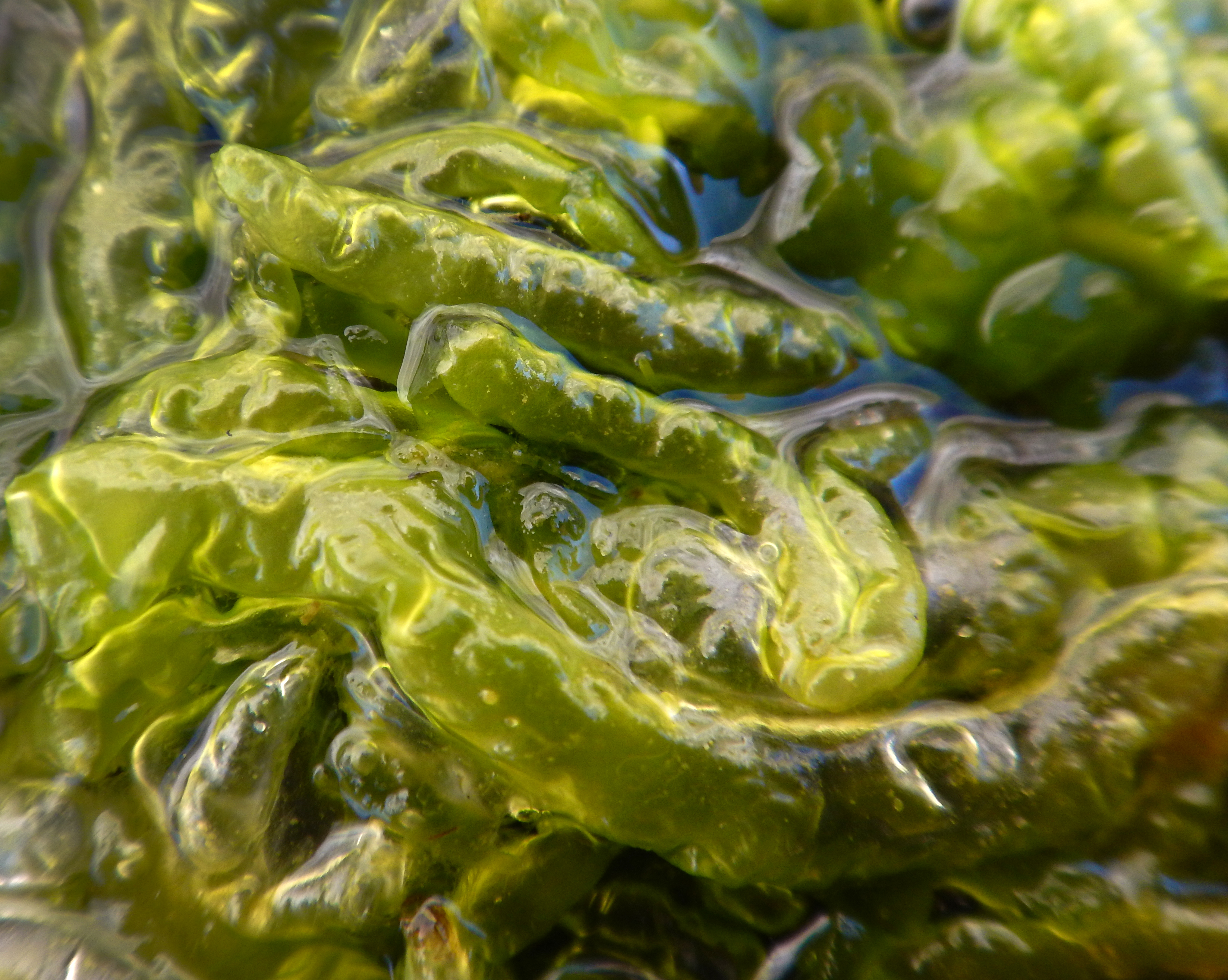
Forme typique en « tube ».
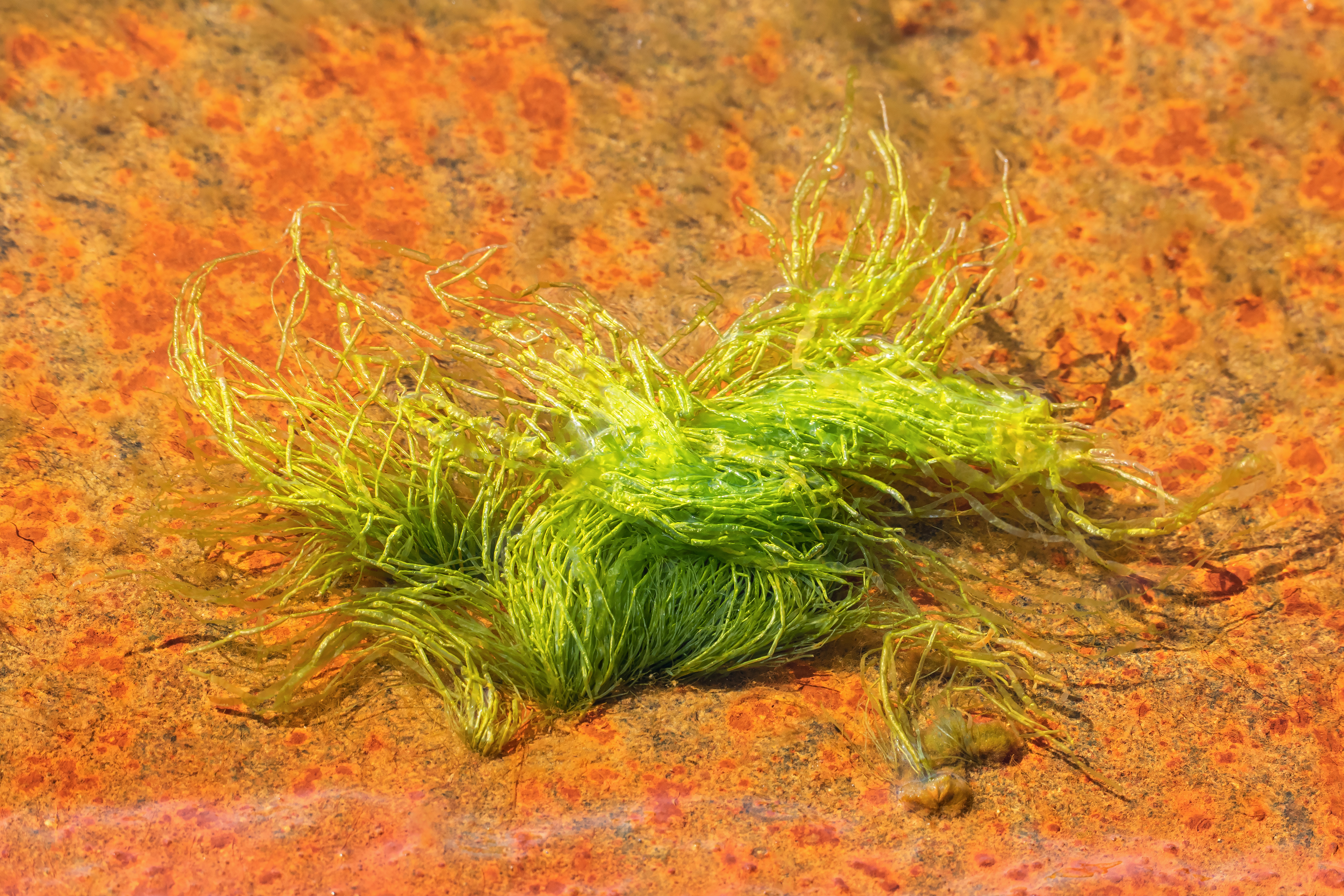
Un ulva intestinalis à marée basse dans le Brofjorden (Suède).

## Utilisations
Il a été proposé de l'utiliser pour en extraire d'éventuelles molécules d'intérêt pour la médecine ou l'industrie, ou de l'utiliser comme espèce bioindicatrice.

## Liste des formes et variétés
Selon World Register of Marine Species (16 août 2017) :
- variété Ulva intestinalis var. asexualis (Bliding) E.Taskin
- variété Ulva intestinalis var. crispa (Roth) C.Agardh, 1817
- variété Ulva intestinalis var. maxima C.Agardh
- variété Ulva intestinalis var. ramosa (Vinogradova) P.Tsarenko, 2011
- variété Ulva intestinalis var. saprobia (Vinogradova) P.Tsarenko, 2011
- variété Ulva intestinalis var. suhrii Seubert
- forme Ulva intestinalis f. attenuata (Ahlner) M.J.Wynne, 2014
- forme Ulva intestinalis f. cornucopiae (Lyngbye) Sfriso & Curiel, 2007
- forme Ulva intestinalis f. cylindracea (J.Agardh) M.J.Wynne, 2005
- forme Ulva intestinalis f. filiformis P.Crouan & H.Crouan
- forme Ulva intestinalis f. intestiniformis P.Crouan & H.Crouan
- forme Ulva intestinalis f. mesenteriformis (Kützing) P.Crouan & H.Crouan
- forme Ulva intestinalis f. rivularis P.L.Crouan & H.M.Crouan
- forme Ulva intestinalis f. tenuis (F.S.Collins) M.J.Wynne, 2005